# Фиброза плућа
Фиброза плућа  (ФП) је стање у којем се плућима временом стварају ожиљци.  Симптоми укључују отежано дисање, сув кашаљ, осећај умора, губитак телесне тежине и деформацију ноктију. Најмање 5 милиона људи на глобалном нивоу погођено ке ФП. Компликације могу укључивати плућну хипертензију, респираторну инсуфицијенцију, пнеумоторакс и рак плућа.
Очекивано трајање живота је углавном мање од пет година.
Иако узроци ФП укључују загађење животне средине, одређене лекове, болести везивног ткива, инфекције и интерстицијске болести плућа. У већини случајева узрок је непознат (идиопатска плућна фиброза).
Дијагноза се може заснивати на симптомима, медицинском снимању, биопсији плућа и тестовима плућне функције.
Не постоји специфићан лек и зато су могућности лечења ФП ограничене. Лечење је усмерено ка побољшању симптома и може укључивати терапију кисеоником и плућну рехабилитацију. Одређени лекови могу успорити стварање ожиљаке. У тешки случајевим трансплантација плућа може бити опција избора.